# Aïn Sidi Cherif
Aïn Sidi Cherif (în arabă عين سيدي شريف) este o comună din provincia Mostaganem, Algeria.
Populația comunei este de 9.748 de locuitori (2008).